# 第一次ヤッシー＝キシニョフ攻防戦
第一次ヤッシー＝キシニョフ攻勢（英語：First Jassy-Kishinev Offensive）は、第二次世界大戦時、東部戦線においてソビエト赤軍と枢軸軍の間で、1944年4月8日から6月6日の間に行われた戦いのことである。攻撃は実質的にソ連による政治的影響をバルカン諸国に及ぼそうとするヨシフ・スターリンの戦略に従い、ソビエト赤軍の第2、第3ウクライナ方面軍によって行われるルーマニアへの侵攻であった。
ソビエト赤軍総司令部の計画により、ソビエト2個方面軍はルーマニア北部における枢軸軍の不可欠な防衛線を分断することになっていた。これらの作戦はその後、バルカン半島の全ての地域においてソビエト赤軍が進撃することを容易にすることとなった。ソビエト赤軍の攻撃は第一次トゥルグ・フルモス攻防戦（Târgu Frumos）とポドゥ・イロアイェイの戦い(Podu Iloaiei)、第二次トゥルグ・フルモス攻防戦を引き起こすこととなった。しかし、ソビエト赤軍はこの地域でドイツ軍防衛部隊を撃破することができず、最終的に攻撃作戦は失敗した。これはソビエト赤軍部隊の低い戦闘能力、そしてよく用意されたドイツ軍防衛線のために引き起こされることとなった。

## 評価
この作戦活動はソ連のアーカイブや史書にほぼ完全に無視され、一連の「忘れられた戦い」の一部になった。軍事歴史家デイビッド・M・グランツによると「第二次世界大戦終了以降の60年間でソ連とロシアの軍事歴史家と理論家は第2、第3ウクライナ方面軍の部隊歴を慎重に第一次ヤッシー＝キシニョフ攻撃を消し去ったが、その間、ソビエト2個方面軍は1944年4月から5月にかけてルーマニアを侵略することを試みていた。赤軍が戦争中に行った多くのほかの作戦でも起こったように、この攻撃を独ソ戦の「忘れられた戦い」の長いリストへ追いやることを彼らは故意に行った。」としている。
この第一次ヤッシー＝キシニョフ攻防戦の敗北を受けて、ソ連が再度行ったのが、1944年8月20日から29日に戦われたヤッシー＝キシニョフ攻勢で、それに勝利したソビエト赤軍はルーマニアやバルカン半島に進軍、ルーマニアは枢軸国を離脱することになる。